# Sollicitudo omnium ecclesiarum
La Sollicitudo omnium ecclesiarum (La preoccupazione di tutte le chiese) è una bolla pontificia emanata da papa Pio VII il 7 agosto 1814.
Il essa il Pontefice, dopo aver ricordato che già nel 1801 e 1804, su richiesta dei rispettivi Sovrani, aveva consentito alla ricostituzione della Compagnia di Gesù nell'Impero russo e nel Regno delle Due Sicilie, ora ordina la ricostituzione della Compagnia di Gesù in tutti gli Stati. In questo modo il Papa ricostituisce una delle più importanti Congregazioni religiose, soppressa dal predecessore, papa Clemente XIV, nel 1773, con il breve Dominus ac Redemptor.